# St Lucia (Südafrika)
St Lucia ist ein Ort im Distrikt uMkhanyakude, östlich des Verwaltungssitzes Mtubatuba der gleichnamigen Gemeinde in der Provinz KwaZulu-Natal von Südafrika. Die Kleinstadt ist ein beliebter Ausgangspunkt für touristische Touren im iSimangaliso-Wetland-Park (ehemals Greater St Lucia Wetlands Park). 2011 hatte die Stadt 1104 Einwohner.

## Geographie
St Lucia liegt an der Mündung der Lagune des St.-Lucia-See auf einer schmalen Landzunge, begrenzt durch das St. Lucia Estuary im Westen und den Indischen Ozean im Osten. Der Ort liegt etwa 240 km nördlich von Durban. Die Straßen sind schachbrettförmig angelegt, die Hauptstraße ist die Mackenzie Street, wo sich die meisten Geschäfte und Tourismus-Dienstleister befinden. Zahlreiche Bootsanleger ermöglichen den Tourveranstaltern Ausflüge in die St. Lucia-Lagune und aufs Meer an der Elephant Coast. Weiter im Inland befindet sich das Dorf Khula Village und im Süden schließt sich das Siedlungsgebiet von Mapelana (Maohelane) an. Der iSimangaliso Wetland Park erstreckt sich vom Ort aus noch ca. 10 km weiter nach Süden und ca. 60 km weit nach Norden an der Küste, die hier stark durch Feuchtgebiete gegliedert ist, allen voran die Lagune des Lake St. Lucia, die sich von St Lucia über ca. 30 km nach Norden erstreckt. Im Park befinden sich die höchsten bewachsenen Sanddünen der Welt und als Sehenswürdigkeit auch das Cape Vidal Lighthouse (⊙). 
Im Ort starten zahlreiche Wanderrouten wie iGwalagwala Trail, Emoyeni Trail (63 km), Mziki Trail (40 km).
Etwa 20 km südlich des Ortes liegt das Cape St Lucia mit dem Cape St Lucia Lighthouse (⊙) im Gebiet von KwaMbonambi.

## Geschichte
St. Lucia wurde zuerst 1554 als portugiesisch Rio dos Medos do Ouro (Rio dos Médãos do Ouro, dt. Fluss der Goldenen Dünen) benannt Damals landeten Überlebende des portugiesischen Schiffs São Bento dort an. Zu dieser Zeit hatte nur die Mündung des Tugela River den Namen St. Lucia erhalten. Später, 1575, erhielt der Fluss seinen heutigen Namen. Am 13. Dezember 1575, dem Fest der Heiligen Lucia, benannte Manuel Peresterello das Gebiet um in „Santa Lucia“.
1822 wurde St. Lucia von den Briten als Township institutionalisiert. 1895 wurde 30 km nördlich des Ortes das St. Lucia Game Reserve (Jagdreservat) gegründet.

## Klima
Nach der Köppen-Geiger-Klima-Klassifikation ist das Klima in St Lucia ein humid subtropisches Klima (Ostseitenklima, Cfa).
|                       | Jan  | Feb  | Mär  | Apr  | Mai  | Jun  | Jul  | Aug  | Sep  | Okt  | Nov  | Dez  |   |      |
| Mittl. Tagesmax. (°C) | 29,2 | 29,2 | 28,6 | 26,7 | 24,6 | 22,8 | 22,5 | 23,7 | 24,4 | 25,1 | 26,3 | 28,2 | ⌀ | 25,9 |
| Mittl. Tagesmin. (°C) | 21,2 | 21,2 | 20,4 | 18,2 | 15,3 | 12,6 | 12,6 | 14,3 | 16,2 | 17,2 | 18,7 | 20,3 | ⌀ | 17,3 |
|                       |      |      |      |      |      |      |      |      |      |      |      |      |   |      |
| Niederschlag (mm)     | 139  | 133  | 120  | 100  | 78   | 59   | 58   | 59   | 72   | 103  | 111  | 97   | Σ | 1129 |

| 21,2 |

| 21,2 |

| 20,4 |

| 18,2 |

| 15,3 |

| 12,6 |

| 12,6 |

| 14,3 |

| 16,2 |

| 17,2 |

| 18,7 |

| 20,3 |

| 21,2 |

| 21,2 |

| 20,4 |

| 18,2 |

| 15,3 |

| 12,6 |

| 12,6 |

| 14,3 |

| 16,2 |

| 17,2 |

| 18,7 |

| 20,3 |